# Franciszek Urbańczyk
Franciszek Urbańczyk (ur. 6 stycznia 1900, zm. 23 lipca 1976 w Krakowie) – polski pedagog, profesor Wyższej Szkoły Pedagogicznej w Krakowie.
Interesował się głównie oświatą dorosłych, nauczaniem  w szkołach dla młodzieży pracującej oraz badaniami nad młodzieżą pracującą.
Pochowany na Cmentarzu Salwatorskim w Krakowie (sektor SC2-1-28).

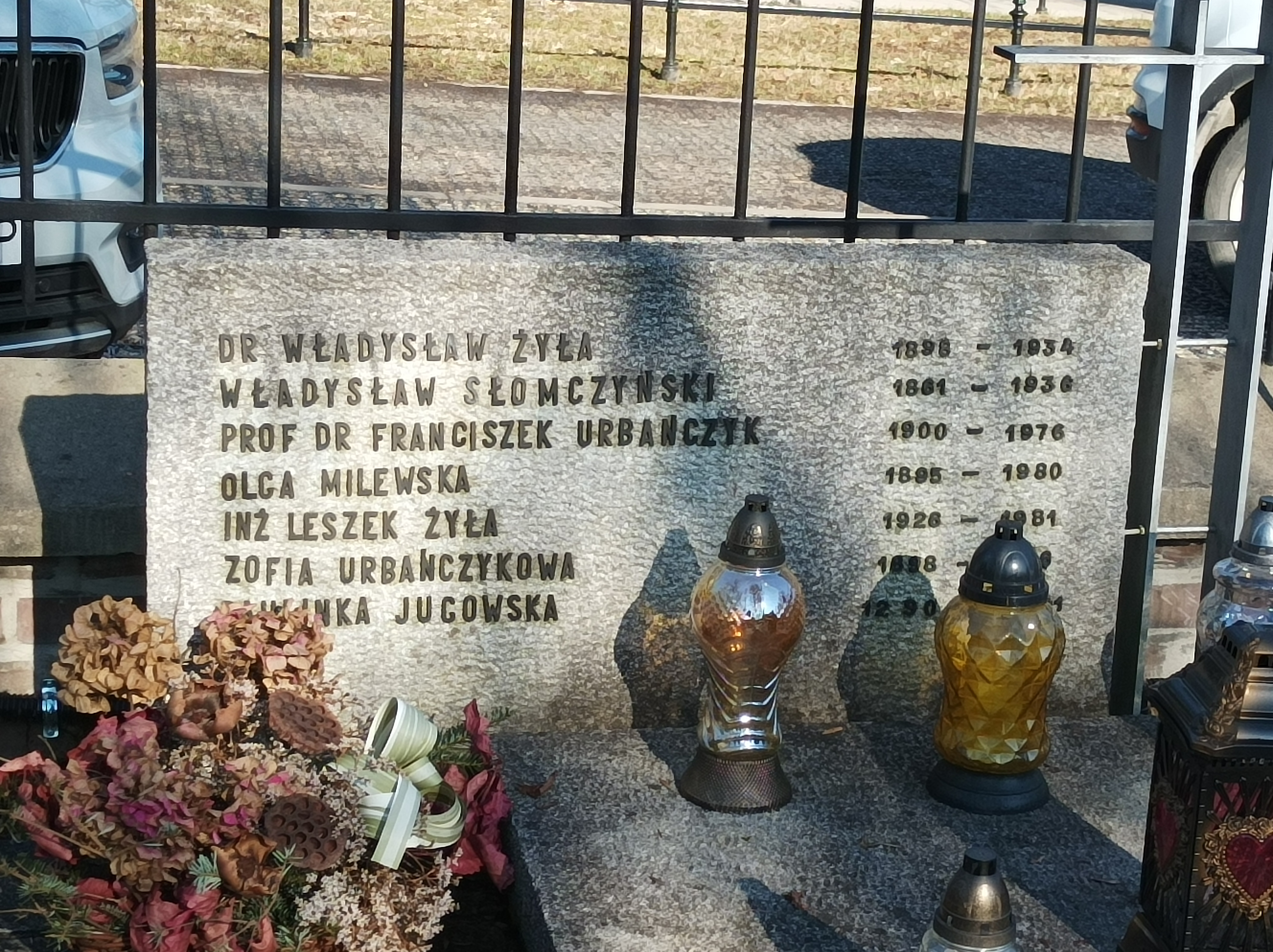
Grób prof. Franciszka Urbańczyka na Cmentarzu Salwatorskim

## Ważniejsze prace
- Praca samokształceniowa ucznia szkoły korespondencyjnej (1960)
- Zasady nauczania matematyki (1961)
- Dydaktyka dorosłych (1965)
- Problemy oświaty dorosłych (1973)

## Ordery i odznaczenia
- Złoty Krzyż Zasługi (10 listopada 1938)[2]